# Puzzlehead
 (décembre 2021).
Pour plus de détails, voir Fiche technique et Distribution.
Puzzlehead est un film américain réalisé par James Bai, sorti en 2005.

## Synopsis
Walter, un scientifique, travaille sur un modèle d'androïde.

## Fiche technique
- Titre : Puzzlehead
- Réalisation : James Bai
- Scénario : James Bai
- Musique : Max Avery Lichtenstein
- Photographie : Jeffery Scott Lando
- Montage : Miranda Devin
- Production : James Bai
- Société de production : Zero Sum Productions
- Pays :  États-Unis
- Genre : Drame et science-fiction
- Durée : 81 minutes
- Dates de sortie : 
  -  États-Unis : 21 avril 2005 (festival du film de Tribeca)

## Distribution
- Stephen Galaida : Puzzlehead / Walter
- Robbie Shapiro : Julia
- Mark Janis : le voleur de voiture
- Mark Lampert : la victime
- Jon Bavier : le propriétaire

## Accueil
Le film a reçu un accueil favorable de la critique. Il obtient un score moyen de 62 % sur Metacritic.